# Liste der Orte in der kreisfreien Stadt Rosenheim
Die Liste der Orte in der kreisfreien Stadt Rosenheim listet die 30 amtlich benannten Gemeindeteile (Hauptorte, Kirchdörfer, Pfarrdörfer, Dörfer, Weiler und Einöden) in der kreisfreien Stadt Rosenheim auf.

## Systematische Liste
Die kreisfreie Stadt Rosenheim mit dem Hauptort Rosenheim; die Stadtteile Erlenau, Fürstätt, Kaltmühl, Kaltwies, Mitterfeld, Wehrfleck; die Siedlungen Aising-Schönau, Aisinger Landstraße, Aisingerwies, Au b.Rosenheim, Egarten, Heilig Blut, Schwaig, Oberwöhr; das Pfarrdorf Pang; die Kirchdörfer Aising, Happing, Westerndorf, Westerndorf St.Peter; die Dörfer Hohenofen, Langenpfunzen, Oberkaltbrunn, Pösling, Wernhardsberg; die Weiler Au b.Happing, Brucklach, Schlipfham, Unterkaltbrunn; die Einöden Stocka.

## Alphabetische Liste
- Aising
- Aising-Schönau
- Aisinger Landstraße
- Aisingerwies
- Au b.Happing
- Au b.Rosenheim
- Brucklach
- Egarten
- Erlenau
- Fürstätt
- Happing
- Heilig Blut
- Hohenofen
- Kaltmühl
- Kaltwies
- Langenpfunzen
- Mitterfeld
- Oberkaltbrunn
- Oberwöhr
- Pang
- Pösling
- Rosenheim
- Schlipfham
- Schwaig
- Stocka
- Unterkaltbrunn
- Wehrfleck
- Wernhardsberg
- Westerndorf
- Westerndorf St.Peter

- Karte mit allen verlinkten Seiten:
- OSM |
- WikiMap